# ストロンギロイデス
ストロンギロイデス（Strongyloides）は、和名を糞線虫（ふんせんちゅう）といい、熱帯地方や亜熱帯の土の中に生息する寄生虫。大きさは、1mmから1mまでにもなる寄生虫で、感染経路は皮膚を食い破り侵入する。人間などに寄生した場合、その免疫などによって運動や繁殖はせず、じっとしているが、免疫が弱まると急激に増殖し血管などを通り身体中に拡散する。寄生している箇所などに激痛を伴う。寄生された場合の致死率は90%と言われている。